# Sint-Theresiakerk (Ransdaal)
De Sint-Theresiakerk is een kerkgebouw in Ransdaal in de Nederlands Zuid-Limburgse gemeente Voerendaal. De kerk staat aan de doorgaande weg van Schin op Geul naar Voerendaal. De parochiekerk is gewijd aan de heilige Theresia van Lisieux.

## Geschiedenis
In 1932 werd de huidige kerk gebouwd naar het ontwerp van architect Frits Peutz uit Heerlen.
In 1944 werd aan het schip een Mariakapel toegevoegd in de stijl van de kerk.
Vanaf 2007 is beeldend kunstenaar Jan Dibbets bezig alle ramen van de kerk te vervangen door glas-in-loodramen met (semi-)abstracte voorstellingen.

## Beschrijving
Het kerkgebouw is noordwest-zuidoost gepositioneerd met het altaar richting het zuidoosten. Het langgerekte gebouw is opgetrokken in Kunradersteen ('Craubergersteen'), Limburgse mergel en Naamse steen in de stijl van het traditionalisme met enkele details die als postmodernistisch avant la lettre kunnen worden gezien. Het gebouw bestaat uit een enigszins on-Limburgs aandoende zadeldaktoren (wellicht een verwijzing naar de Groningse 'roots' van architect Peutz), een smal langgerekt middenschip, een koor en een apsis met spitsboog. De zijbeuken langs het middenschip lopen door tot achter de apsis. Het koor is hoger dan het middenschip. Aan de zuidwestgevel van het schip is een Mariakapel aangebouwd.
Van het kerkinterieur kunnen genoemd worden: de authentieke kerkbanken en biechtstoelen, een viertal houten beelden van Jean Weerts uit Maastricht, het hoofdaltaar met een altaarblad van zwart geaderd marmer rustend op vier zuiltjes van rood en wit marmer met kapitelen en basementen, met daarop een rechthoekig tabernakel van gepatineerd brons van de firma Kersten-Leroy te Maastricht. In de kerk bevindt zich verder een missiekruis uit 1952 en een gedenkplaat voor twee gesneuvelde inwoners van Ransdaal in de Tweede Wereldoorlog.
De kerk is een beschermd rijksmonument.

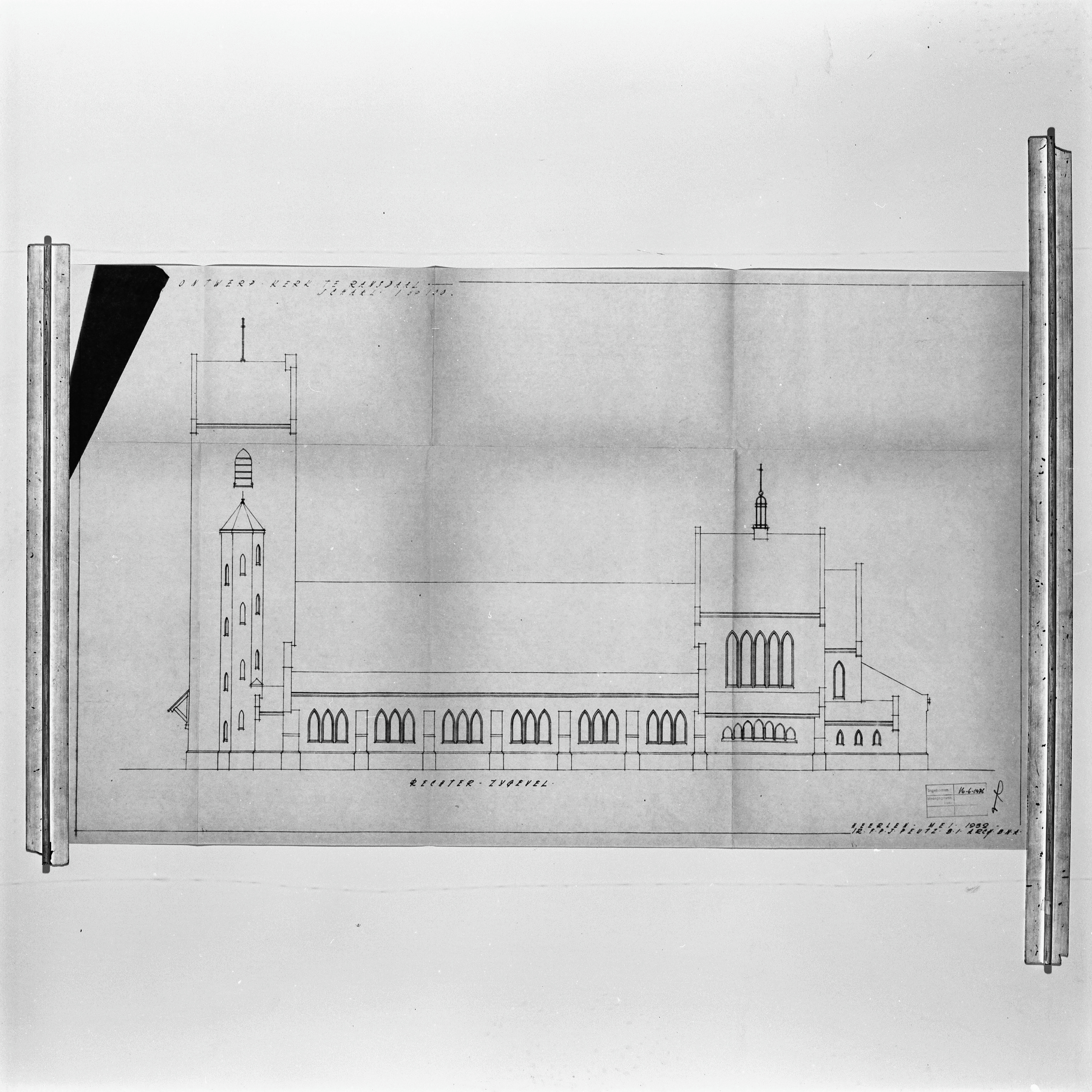
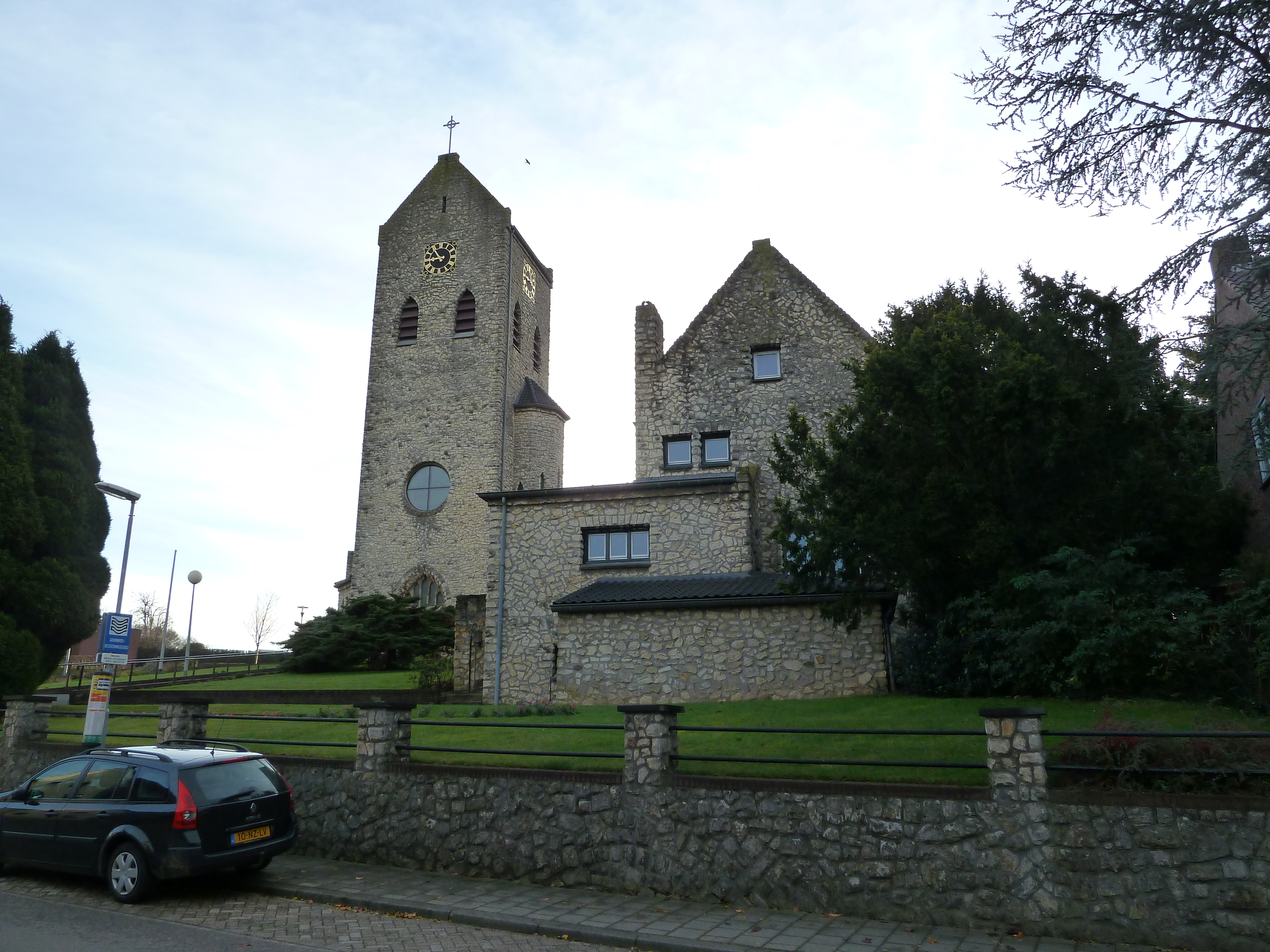
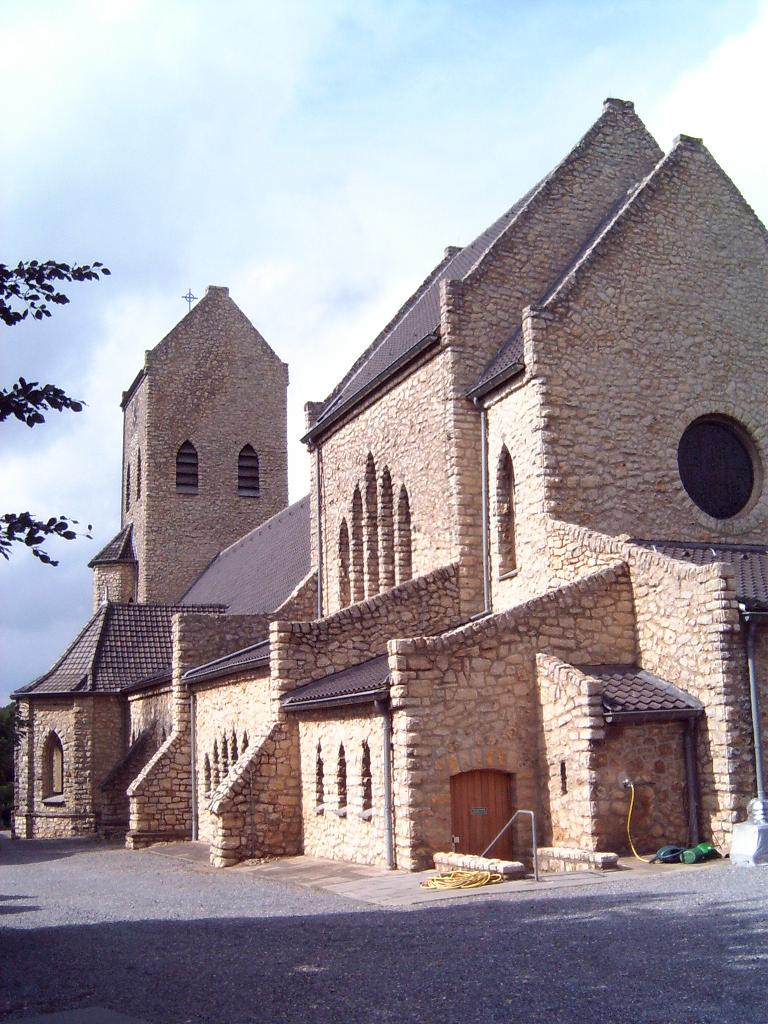
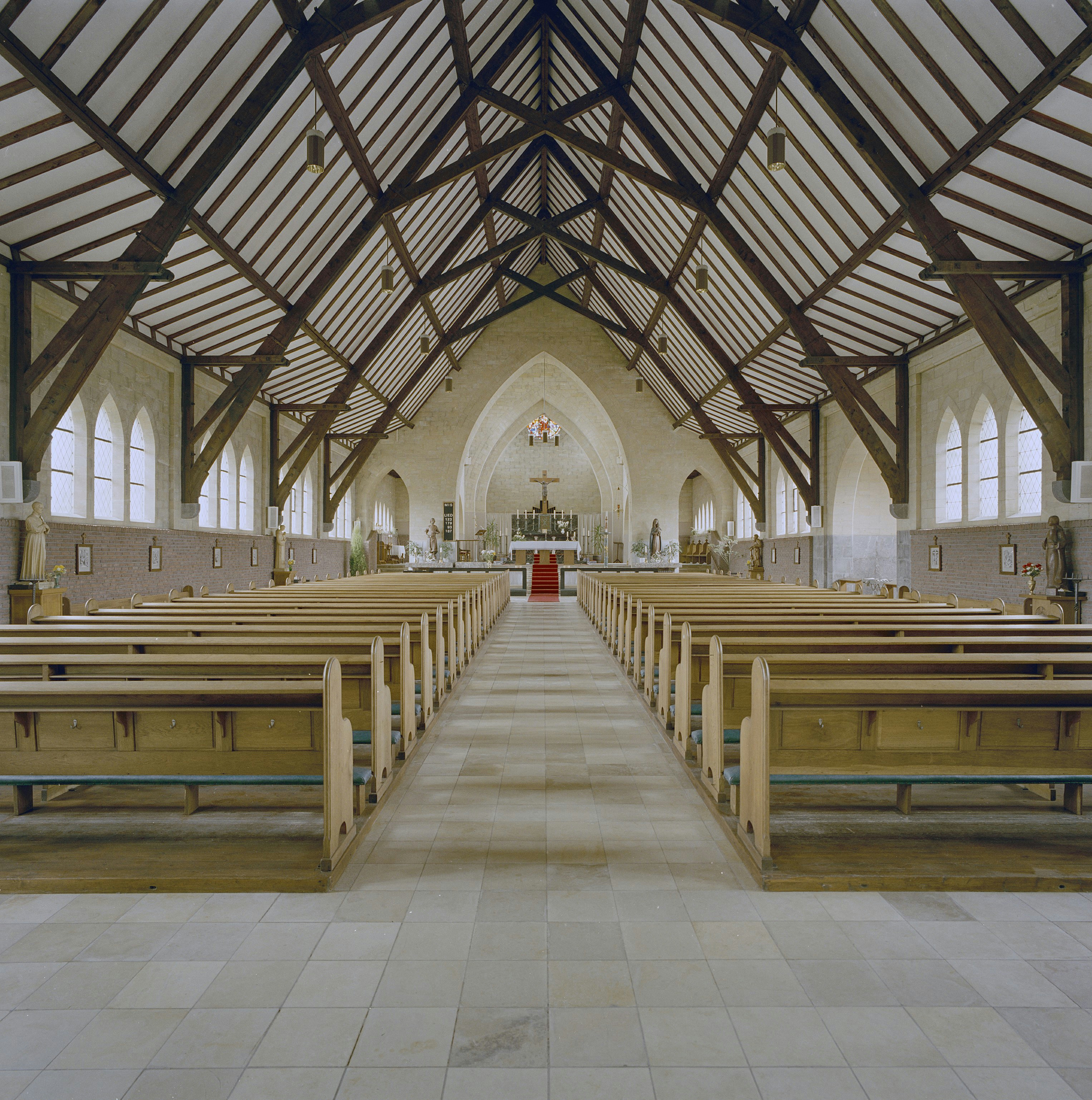